# 推拿 (電影)
《推拿》（英語：Blind Massage）是一部娄烨执导的2014年中国剧情片，改编自第八届茅盾文学奖毕飞宇的同名获奖小说。秦昊、郭晓冬、黄轩和梅婷主演。2014年2月获得第64届柏林电影节杰出艺术贡献。同年11月《推拿》获得第51届金马奖最佳劇情片、最佳改编剧本、最佳摄影、最佳剪辑、最佳音效、最佳新演員六項大獎。2014年12月獲得澳洲亞太電影大獎評審團大獎。2015年又获得第9届亚洲电影大奖最佳电影和最佳摄影，以及第15届华语电影传媒大奖最佳电影、最佳导演等6项奖。
中国大陆于2014年11月28日公映，台灣則於2015年1月23日上映。

## 剧情
《推拿》将镜头对准了盲人推拿师这一中国的特殊群体，从生活、爱情和梦想等各方面描述了他们内心深处的挣扎，讲述了耐人寻味的情感体验和生活中的喜怒哀乐。
沙复明和张宗琪是南京一家盲人推拿中心——“沙宗琪推拿中心”的老板。沙复明风流外向且能吟诗跳舞，可是由于是盲人的原因他在多次相亲活动中失败而归。王大夫和小孔是一对盲人情侣，在老同学沙老板的帮助下，两人成为推拿中心的员工。童年因车祸失明、后来自杀失败的小马是推拿中心最特殊的一位员工，因为他一直活在自己的精神世界里，在对于异性和性的渴望下，他迷恋上了“嫂子”小孔。觉察到这一危险、多才的同事张一光为了帮助小马，就介绍小马到附近的一家洗头房寻欢，从此小马结识了并迷恋上了年轻的妓女小蛮。
自尊心很强的都红的美貌获得了不少客人的称赞，也为推拿中心带来了许多回头客。然而都红并没有感到幸运，反而深受困惑。受此影响，重视和追求美的沙老板在对美的沉迷中爱上了都红，但却遭到了都红的拒绝，她说：“你爱上的只是一个概念！”金嫣和徐泰和是一对两情相悦的情侣，但是泰和一直不敢公开表达对她的爱意使得对方非常伤心。
因弟弟欠债而被债主追上门来的王大夫，准备拿将来结婚的钱来还债。但在考虑到与小孔来之不易的感情后，他选择在债主面前用菜刀自残来作为还债的替代方式。一次小马为了小蛮而与另一名男顾客发生冲突，小马因此受到对方的殴打，不过他的眼睛却奇迹般地恢复了一些视力。当小马再一次来找小蛮之后，两人秘密地私奔到了未知的某个地方。
都紅在一次意外中大拇指被门夹断而被迫到医院接受治疗，同事也为她募捐了一些钱。康复后她表示拖累了大家，留下了一张辞职信选择离开，她的离开也使得推拿中心随之解体，然后大家各奔东西。王大夫与小孔去了深圳，沙复明提前过上了老年人的生活。而有部分视力的小马在别的地方开了一家“小马推拿”，陪伴在他身边的是小蛮。

## 角色
| 演員   | 角色   | 備註 |
| 郭晓冬 | 王大夫 | 沙老板的老同学                                                                                             |
| 秦昊   | 沙復明 | 盲人按摩店老板                                                                                             |
| 梅婷   | 都紅   | 按摩店最漂亮且自尊心很强的员工，拒绝了沙老板的追求，在一次意外中手受伤，最后康复后选择辞职；她喜欢的是小马 |
| 黄轩   | 小马   | 童年因车祸失明，后来自杀失败，经过学习后成为按摩员，曾迷恋“嫂子”小孔，最后收获爱情和重拾部分光明           |
| 张磊   | 小孔   | 王大夫的情人，因家人不同意她与王大夫的婚事，而与王私奔来此                                                 |
| 王志华 | 张宗琪 | 盲人按摩店老板                                                                                             |
| 穆怀鹏 | 张一光 | 多才多艺的按摩员                                                                                           |
| 黄璐   | 小蠻   | 洗头房妓女，小马因多次光顾而与之发生情感                                                                   |
| 黄军军 | 徐泰和 | 按摩员，与女同事金嫣有感情关系                                                                             |
| 姜丹   | 金嫣   | 喜欢泰和的女员工，她的眼睛正在逐渐地失明                                                                   |

## 创作
原著小说《推拿》的灵感来自于作者毕飞宇经常到南京家旁边的一家盲人推拿店做推拿的亲身经历和感悟。
娄烨表示：小说《推拿》改编成电影有很大的难度，大量的文字是着墨在人物的心理活动上，是很难转换成影像的，而他需要做的，是找到每一个人物的精神。“群戏、散点透视、意念性的描述、作者的插叙”都是困难性挑战。2012年开拍，在原著故事里的发生地南京取景拍摄，拍摄点包括五台山的一个盲人推拿店、玄武湖公园、珠江路居民楼、人口学院音乐厅及江北某大医院。2014初完成后期制作，是娄烨工作周期最长的一部作品。
在电影的制作过程中，盲人在台前幕后扮演了非常重要的角色。剧组先是走进许多推拿中心和盲校，了解并选择盲人演员；随后请了盲人问题顾问给全组上课，讲解怎样才能与盲人更好沟通。另外，剧组还请了盲人表演老师，准备了盲文版的剧本，所有盲人演员都是用手摸着读剧本，拍摄时每次都需要花两个小时，带着盲人演员先摸一遍现场，让他们熟悉环境。
与其他影片不同的是，《推拿》的片头没有字幕，片名和主创名单都是由画外音读出。对此娄烨表示：“画外音其实是一个简单的盲人声轨，这是一个关于盲人的故事，我希望盲人也能‘看’这部电影。”
导演娄烨说：“通过跟随盲人的生活，我看到了很多以前完全忽视的一些事情。不光是我，演员、摄影师、工作人员都受益匪浅。这是一个学习的过程，不管是什么所谓的艺术家或者名演员，都得从零开始。”

## 评价
1905电影网写到：“通过原著与电影的比较，不难发现原作者毕飞宇和导演娄烨立场、气质的不同。毕飞宇力求全面、细腻又平易近人、深入浅出，并不过分追求戏剧性，但过于诗化的语言在情绪上偶尔失控；娄烨显然没有这么重的负担，力求直接、有趣、鲜明，起伏波动更大又不忘注入自己化不开的文艺情怀。毕飞宇的小说更多地偏向现实主义；娄烨的电影则在此基础上融入了更加个人化的浪漫色彩。个人认为，《推拿》可以说是娄公子迄今为止最丰富、好看的一部，这里面既有他对个人风格的坚持，毕飞宇原著的深邃、扎实同样功不可没。”
电影网另一篇文章表示：“《推拿》不是第一部表现盲人的电影，但或许却是第一部全方位多角度展现盲人如何应对世界，能让人切身感受到盲人之所感受的电影。看完电影你会了解到，盲人与明眼人之间差异巨大：他们无法理解什么是视觉之美；相貌在他们爱情里的地位不高；他们极度缺乏安全感，隐私得不到保障；他们无法察言观色，常常发生误会……《推拿》的可贵之处在于，它向我们提供了思考差异的维度，更是让我们真正地走进他们的世界。”
影片入选第三届“海峡两岸三地十大华语电影”之列。

## 票房
中国大陆首周三天仅收200万人民币列第14位；次周入账127万列14位；第三周收131万蝉联第14位，累计451万。第四周入账304万列第9，累计761万。第五周收265万列13位，累计1025万。最终成绩1327万元。

## 奖项
| 頒獎典禮               | 獎項             | 獲提名        | 結果 |
| ---------------------- | ---------------- | ------------- | ---- |
| 第64届柏林电影节       | 最佳摄影         | 曾剑          | 獲獎 |
| 第64届柏林电影节       | 金熊奖           | 《推拿》      | 提名 |
| 第51届金马奖           | 最佳剧情片       | 《推拿》      | 獲獎 |
| 第51届金马奖           | 最佳导演         | 娄烨          | 提名 |
| 第51届金马奖           | 最佳改编剧本     | 馬英力        | 獲獎 |
| 第51届金马奖           | 最佳新演员       | 张磊          | 獲獎 |
| 第51届金马奖           | 最佳摄影         | 曾剑          | 獲獎 |
| 第51届金马奖           | 最佳剪辑         | 孔劲蕾、朱琳  | 獲獎 |
| 第51届金马奖           | 最佳音效         | 富康          | 獲獎 |
| 第8届亞太電影大獎      | 評審團大獎       |               | 獲獎 |
| 第9届亚洲电影大奖      | 最佳电影         | 《推拿》      | 獲獎 |
| 第9届亚洲电影大奖      | 最佳导演         |               | 提名 |
| 第9届亚洲电影大奖      | 最佳男配角       | 秦昊          | 提名 |
| 第9届亚洲电影大奖      | 最佳摄影         | 曾剑          | 獲獎 |
| 第30届金鸡奖           | 最佳女配角       | 梅婷          | 提名 |
| 第30届金鸡奖           | 最佳剪辑         | 孔劲蕾、朱 琳 | 提名 |
| 第15届华语电影传媒大奖 | 最佳电影         | 《推拿》      | 獲獎 |
| 第15届华语电影传媒大奖 | 最佳导演         |               | 獲獎 |
| 第15届华语电影传媒大奖 | 最佳编剧         |               | 獲獎 |
| 第15届华语电影传媒大奖 | 最佳男主角       | 秦昊          | 獲獎 |
| 第15届华语电影传媒大奖 | 最佳女配角       | 梅婷          | 獲獎 |
| 第15届华语电影传媒大奖 | 最佳新演员       | 张磊          | 獲獎 |
| 第35届香港電影金像獎   | 最佳兩岸華語電影 | 《推拿》      | 提名 |